# Melvin Sparks
Melvin Sparks (Houston (Texas), 22 maart 1946 – Mount Vernon (New York), 15 maart 2011) was een Amerikaanse gitarist.

## Biografie
Sparks begon op 11-jarige leeftijd met gitaarspelen en op 13-jarige leeftijd trad hij al op met B.B. King. In 1963 werd hij lid van de band The Upsetters, die als begeleidingsband speelde voor sterren als Little Richard, Sam Cooke en anderen. Na het verlaten van The Upsetters werkte Sparks in 1966/1967 samen met Jack McDuff, eind jaren 1960 en 1970 met Hank Crawford, Lou Donaldson, Charles Kynard en Charles Earland, met wie hij in 1969 het album Black Talk opnam. In de jaren 1980 werkte hij met Jimmy McGriff (Blue to the Bone), opnieuw met Hank Crawford in 1996/1997 en met Joey DeFrancesco en in 2000 met diens vader Papa John DeFrancesco. In 2001 nam hij het album Keep that Groove Going! op met Red Holloway.
Sparks werkte ook aan opnamen van Bob Cunningham, John Patton, Dr. Lonnie Smith (Think, 1968 bij Blue Note Records), Sonny Stitt, Grover Washington jr. en Reuben Wilson. In de jaren 1980 en 1990 nam hij als orkestleider enkele albums op voor Prestige Records en Muse Records, die nu echter uitverkocht zijn. Vanaf eind jaren 1990 nam hij de albums I'm A Gittar Player (1997), It Is What it is (2004) en That Is It! (2005) op onder zijn eigen naam.
Zijn gitaarstijl is sterk beïnvloed door Grant Green.

## Overlijden
Melvin Sparks overleed in maart 2011 op bijna 65-jarige leeftijd.

## Discografie

### Als orkestleider
- 1970: Sparks! (Prestige) met Leon Spencer en Idris Muhammad
- 1971: Spark Plug (Prestige) met Grover Washington jr. en Idris Muhammad
- 1972: Akilah! (Prestige) en Idris Muhammad
- 1973, 1995: Texas Twister (Eastbound, 1973; BGP/Ace 1995)
- 1975, 1995: Melvin Sparks '75 (Westbound/20th Century, 1975; BGP/Ace 1995)

### Als begeleidingsmuzikant
Met Lonnie Smith
- 1968: Think! (Blue Note) met Lee Morgan
- 1969: Turning Point (Blue Note) met Lee Morgan en Idris Muhammad

Met Lou Donaldson
- 1969: Hot Dog (Blue Note) met Charles Earland en Idris Muhammad
- 1969, 1970: Everything I Play Is Funky (Blue Note) met Lonnie Smith en Blue Mitchell
- 1970, 1995: The Scorpion (Blue Note) met Leon Spencer en Idris Muhammad
- 1971: Cosmos (Blue Note) met Leon Spencer en Idris Muhammad

Met Charles Earland
- 1969: Black Talk! (Prestige) met Idris Muhammad e.a.

Met Charles Kynard
- 1970, 1971: Wa-Tu-Wa-Zui (Beautiful People) (Prestige)

- Bibliothèque nationale de France: cb13924309f (data)
- Gemeinsame Normdatei: 134900448
- International Standard Name Identifier: 0000 0000 5515 1237
- Library of Congress Control Number: no92022525
- MusicBrainz: 06ec79de-1ab8-483d-bbea-33aded2c7d50
- Virtual International Authority File: 74039612
- WorldCat: E39PBJkhM7cfyJkv4ywkC8MdcP